# Nueva Helvecia
Ne doit pas être confondu avec New Helvetia.
Nueva Helvecia est une ville d'Uruguay, dans le département de Colonia.

## Histoire
La ville a été fondée le 24 avril 1862. De nombreux immigrants, la plupart en provenance de Suisse mais aussi d'Autriche (essentiellement des Tyroliens), d'Allemagne et de France (plus particulièrement d'Alsace) se sont établis cette année-là dans cette région. La banque bâloise Sigrist et Fender a notamment incité de nombreux suisses à partir pour cette contrée. Une rue a été créée portant le nom de la banque dans la commune.

## Population
| Année | Population |
| ----- | ---------- |
| 1864  | ≈ 600      |
| 1963  | 7 686      |
| 1975  | 8 587      |
| 1985  | 8 768      |
| 1996  | 9 650      |
| 2004  | 10 002     |
| 2011  | 10 630     |

Référence,:

### Origine des habitants suisses de Nueva Helvecia
| Canton         | 1864 | 1868 | 1889     |
| -------------- | ---- | ---- | -------- |
| Berne          | 98   | 91   | 268      |
| St-Gall        | 75   | 65   | 134      |
| Lucerne        | 74   | 70   | 228      |
| Argovie        | 50   | 54   | 119      |
| Thurgovie      | 34   | 29   | 57       |
| Tessin         | 31   | 26   | 95       |
| Valais         | 30   | 18   | 32       |
| Appenzell      | 27   | 24   | 98       |
| Bâle           | 12   | 6    | 12       |
| Vaud           | 11   | 10   | 46       |
| Unterwald      | 11   | 6    | 19       |
| Autres cantons | 26   | 26   | 146      |
| Total Suisse   | 479  | 425  | 1254     |
| Etrangers      | 121  | 120  | ?        |
| Total          | 600  | 545  | 1254 + ? |

Référence 

## Personnalités liées
- Nibia Sabalsagaray (1949-1974), militante uruguayenne, a donné son nom a une rue de la ville[5].

## Gouvernement
Le maire (alcaldesa) de la ville est María Delima.

## Activités économiques
Nueva Helvecia est très connue pour sa production de lait et de ses dérivés (yaourt, confiture de lait, fromage...). En plus de cet héritage, les colons européens qui étaient pour la plupart agriculteurs ont transmis la culture du vignoble, des céréales et l'élevage.